# Pantalaskas
Pour plus de détails, voir Fiche technique et Distribution.
Pantalaskas est un film français réalisé par Paul Paviot et sorti en 1960.

## Synopsis
Lituanien émigré à Paris, Pantalaskas est expulsé de l'hôtel où il s'est installé. Désespéré, il tente de se suicider. Il n'y parvient pas, mais se coupe un morceau d'oreille.
Finalement, Battistini, un agent de police, l'accueille. Pantalaskas veut néanmoins, à nouveau, se donner la mort. L'hôtelier Troppmann, Battistini et l'instituteur Clairgeon s'emploient dès lors à le dissuader. Il devient leur fidèle ami.

## Fiche technique
- Titre : Pantalaskas
- Réalisation : Paul Paviot, assisté de Louis Soulanes
- Scénario : Paul Paviot, d'après le roman de René Masson Les Compères de miséricorde[1]
- Dialogues : Jacques-Laurent Bost
- Photo : Marc Fossard
- Musique : Jean Wiener
- Son : Robert Teisseire
- Décors : Sydney Bettex
- Montage : Francine Grubert
- Directeur de production : Jacques Garcia
- Sociétés de production : Alter Films - Contact Organisation - Paris Inter Production - Pavox Films
- Format :  Son mono - Noir et blanc
- Genre : Comédie dramatique
- Durée : 90 minutes
- Date de sortie : France - 3 février 1960

## Distribution
- Carl Studer : Pantalaskas
- Ana María Cassan : Anna-Maria
- Bernard Lajarrige : Clergeon
- Jacques Marin : Tropmann
- Albert Rémy : Battistini
- Daniel Emilfork : Le baron
- Yvette Étiévant : Maria
- Paul Demange